# Vilija Sereikaitė
Vilija Sereikaitė, née le 12 février 1987 à Panevėžys est une coureuse cycliste lituanienne, spécialiste de la piste.

## Palmarès sur piste

### Championnats du monde
- Pruszkow 2009
  -  Médaillée de bronze de la poursuite
  - 5e de la poursuite par équipes
  - 6e de l'omnium
- Ballerup 2010
  -  Médaillée de bronze de la poursuite
- Apeldoorn 2011
  -  Médaillée de bronze de la poursuite
  - 13e de la poursuite par équipes
- Melbourne 2012
  - 7e de la poursuite individuelle
  - 11e de la poursuite par équipes

### Coupe du monde
- 2006-2007 
  - 3e de la poursuite à Sydney
- 2007-2008 
  - 2e de la poursuite à Copenhague
  - 3e de la poursuite à Sydney
- 2008-2009 
  - 1re de la poursuite à Cali
  - 2e de la poursuite à Pékin
- 2009-2010 
  - 2e de la poursuite à Pékin
  - 3e de la poursuite à Cali
  - 3e de la poursuite par équipes à Cali

### Championnats d'Europe
| Espoirs - 2007 - Médaillée de bronze de la poursuite espoirs - 2008 - Championne d'Europe de poursuite espoirs - 2009 - Championne d'Europe de poursuite espoirs - Médaillée de bronze du 500 mètres espoirs | Élites - Pruszków 2010 - Médaillée d'argent de la poursuite par équipes - Panevėžys 2012 - Championne d'Europe de poursuite par équipes (avec Vaida Pikauskaitė et Aušrinė Trebaitė) - Baie-Mahault 2014 - Médaillée de bronze de la poursuite |

### Autres
- 2011
  -  Médaillée d'or de la poursuite à l'Universiade d'été

## Palmarès sur route
- 2011
  - Puchar Prezesa LZS :
    - Classement général
    - 2e étape
- 2012
  -  Championne de Lituanie du contre-la-montre

### Classements mondiaux
| Année                                 | 2009 | 2010 | 2011 | 2012 | 2013 | 2014 |
| ------------------------------------- | ---- | ---- | ---- | ---- | ---- | ---- |
| Classement UCI                        | 292e | 114e | 368e | 372e | nc   | 396e |
|                                       |      |      |      |      |      |      |
| Légende : nc = non classéSource : UCI |      |      |      |      |      |      |